# Gary Burton
Gary Burton, född 23 januari 1943 i Anderson i Indiana, är en amerikansk jazzvibrafonist också känd för att ha utvecklat tekniken att spela med fyra klubbor istället för två.
Burton debuterade som musiker redan på 60-talet. Han spelade på en del musikklubbar i Evansville där han träffade och också spelade med tenorsaxofonisten Boots Randolph. Det var Randolph som introducerade den då 17-årige Burton för jazzgitarristen Hank Garland som behövde en vibrafonist för inspelningen av sitt debutalbum. Randolph som hade en bandsinspelning med Gary spelade upp ett avsnitt i telefon för Garland som efteråt bad Randolph att ta med sig Burton till Nashville. I Nashville fick den unge Gary spela med redan etablerade studiomusiker. Burton skulle ha deltagit vid Newportfestivalen i juli 1960, den festival som slutade i kravaller och blev inställd. RCA hade hyrt en herrgård åt musikerna som skulle delta på festivalen under namnet The Nashville All Stars. I stället för framträdandet på festivalen spelade man in musik som finns på albumet After the Riot at Newport. Musikerna på inspelningen är förutom Gary Burton också saxofonisten Boots Randolph, gitarristen Chet Atkins, jazzviolinsten Brenton Banks, basisten Bob Moore, jazzgitarristen Hank Garland och trummisen Buddy Harman. Burton stannade kvar ett tag i Nashville och medverkade som planerat på Hank Garlands debutalbum Jazz Winds.
Efter sejouren i Nashville började Burton studera på den jazzorienterade musikhögskolan Berklee College of Music innan han påbörjade sin jazzkarriär. Han spelade i början av sin karriär med George Shearing och sedan med Stan Getz. Hans första egna skivalbum kom ut 1961.

## Diskografi
- 1962 – New Vibe Man in Town (RCA)
- 1963 – Who is Gary Burton? (RCA)
- 1963 – 3 in Jazz (RCA)
- 1964 – Something's Coming! (RCA)
- 1965 – The Groovy Sound of Music (RCA)
- 1966 – Tennessee Firebird (RCA)
- 1966 – The Time Machine (RCA)
- 1967 – Lofty Fake Anagram (RCA)
- 1967 – Duster (RCA)
- 1968 – A Genuine Tong Funeral med Carla Bley (RCA)
- 1968 – Gary Burton Quartet in Concert (RCA)
- 1969 – Country Roads & Other Places (RCA)
- 1969 – Throb (Atlantic)
- 1970 – Good Vibes (Atlantic)
- 1971 – Gary Burton & Keith Jarrett med Keith Jarrett (Atlantic)
- 1971 – Alone at Last (Atlantic)
- 1972 – Paris Encounter med Stephane Grappelli (Atlantic)
- 1973 – Crystal Silence med Chick Corea (ECM)
- 1973 – The New Quartet (ECM)
- 1974 – In the Public Interest med Michael Gibbs (Polydor)
- 1974 – Seven Songs for Quartet and Chamber Orchestra musik av Mike Gibbs (ECM)
- 1974 – Ring med Eberhard Weber (ECM)
- 1975 – Matchbook med Ralph Towner (ECM)
- 1975 – Hotel Hello med Steve Swallow (ECM)
- 1976 – Dreams So Real musik av Carla Bley (ECM)
- 1977 – Passengers med Eberhard Weber (ECM)
- 1978 – Times Square (ECM)
- 1979 – Duet med Chick Corea (ECM)
- 1980 – In Concert, Zurich, October 28, 1979 med Chick Corea (ECM)
- 1980 – Easy as Pie (ECM)
- 1982 – Picture This (ECM)
- 1983 – Lyric Suite for Sextet med Chick Corea (ECM)
- 1985 – Real Life Hits (ECM)
- 1986 – Gary Burton and the Berklee All-Stars (JVC)
- 1986 – Slide Show med Ralph Towner (ECM)
- 1987 – Whiz Kids (ECM)
- 1987 – The New Tango med Ástor Piazzolla
- 1988 – Times Like These (GRP)
- 1990 – Reunion med Pat Metheny, Will Lee, Peter Erskine, Mitchel Forman (GRP)
- 1990 – Right Time, Right Place med Paul Bley (GNP Crescendo)
- 1991 – Cool Nights (GRP)
- 1992 – Six Pack (GRP)
- 1994 – It's Another Day (GRP)
- 1995 – Face to Face (GRP)
- 1996 – Live in Cannes (Jazz World)
- 1997 – Departure (Concord)
- 1997 – Native Sense: The New Duets med Chick Corea (Concord)
- 1998 – Ástor Piazzolla Reunion: A Tango Excursion (Concord)
- 1998 – Like Minds med Chick Corea, Pat Metheny, Roy Haynes och Dave Holland (Concord)
- 2000 – Libertango: The Music of Ástor Piazzolla (Concord)
- 2001 – For Hamp, Red, Bags, and Cal (Concord)
- 2002 – Virtuosi (Concord)
- 2003 – Music of Duke Ellington (LRC Ltd)
- 2004 – Generations (Concord)
- 2005 – Next Generation (Concord)
- 2006 – Live at Montreux 2002 (Eagle Eye)
- 2008 – The New Crystal Silence med Chick Corea (Concord)
- 2009 – Quartet Live med Pat Metheny, Steve Swallow, Antonio Sanchez (Concord)
- 2011 – Common Ground The New Gary Burton Quartet (Mack Avenue Records)
- 2012 – Hot House med Chick Corea (Concord)
- 2013 – Guided Tour The New Gary Burton Quartet (Mack Avenue Records)

Under åren har Burton nominerats till tolv Grammy Awards, av vilka han vunnit fem.

## Övrigt
- Vibrafon